# Lucius Caesetius Flavus
Lucius Caesetius Flavus war ein in der Mitte des 1. Jahrhunderts v. Chr. lebender Politiker der ausgehenden Römischen Republik. Als Volkstribun des Jahres 44 v. Chr. legte er sich mit dem Diktator Gaius Iulius Caesar an.

## Leben
Lucius Caesetius Flavus entstammte der römischen plebejischen Familie der Caesetier. Sein Vater gehörte dem Stand der Ritter an und hatte noch  zwei weitere Söhne.
In seinem Volkstribunat 44 v. Chr. entfernte Caesetius mit seinem Amtskollegen Gaius Epidius Marullus einer auf den Rostren aufgestellten Statue Caesars das dieser aufgesetzte Diadem. Eine solche Bekränzung des Standbilds mit einem Hoheitssymbol wäre einer Erklärung Caesars zum Rex gleichgekommen. Außerdem ließen die beiden Volkstribunen jene Personen, welche die Bekränzung vorgenommen hatten, ebenso wie jene, die Caesar als König begrüßt hatten, arretieren. Diese Maßnahmen fanden große Zustimmung beim römischen Volk. Doch Caesar führte vor den Senatoren Klage über die Volkstribunen und ließ deren Amtsgenossen Gaius Helvius Cinna ein Plebiszit beantragen, durch das Caesetius und Epidius ihres Amtes enthoben und aus dem Senat ausgeschlossen wurden. Die abgesetzten Volkstribunen reisten daraufhin aus Rom ab. Caesetius’ Vater lehnte hartnäckig die Forderung des Diktators ab, seinen bei Letzterem in Ungnade gefallenen Sohn zu enterben. Nachdem Caesar an den Iden des März 44 v. Chr. einem Attentat zum Opfer gefallen war, verlangten die beiden daran maßgeblich beteiligten Hauptverschwörer Marcus Iunius Brutus und Gaius Cassius Longinus, dass Caesetius und Epidius zurückberufen würden. Dieses Ansinnen ging durch einen Antrag des Prätors Lucius Cornelius Cinna in Erfüllung. In der Folge durften Caesetius und Epidius auch wieder um öffentliche Ämter kandidieren, jedoch ihr Volkstribunat nicht weiter ausüben. Ihr weiteres Leben ist unbekannt.